# Vắc-xin bệnh than

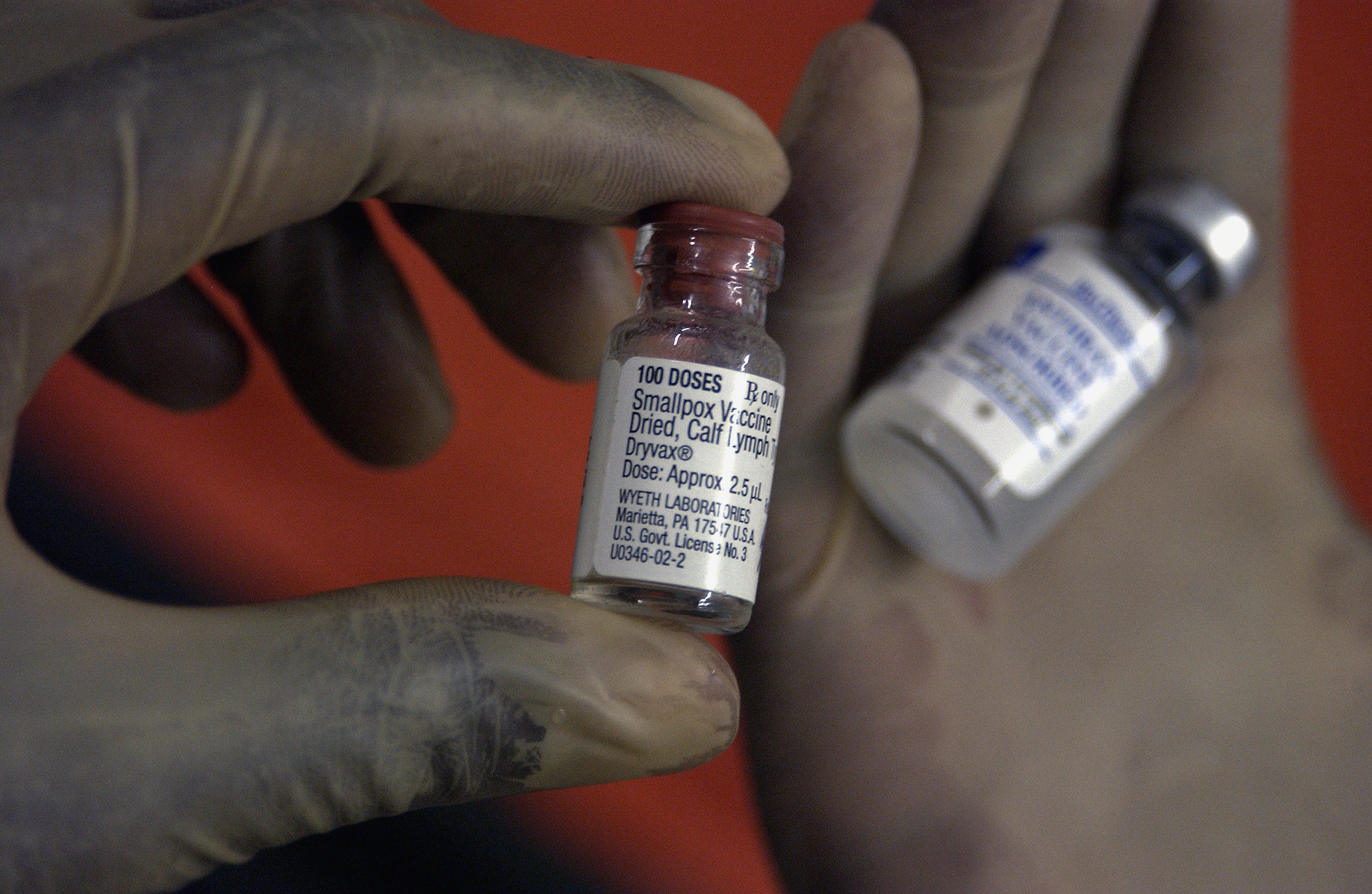
Lọ vắc-xin bệnh than và bệnh đậu mùa

Vắc-xin bệnh than trên gia súc và con người do vi khuẩn Bacillus anthracis gây ra - đã có một vị trí nổi bật trong lịch sử y học, từ công trình thế kỷ XIX tiên phong của Pasteur với gia súc (vắc xin vi khuẩn hiệu quả đầu tiên và vắc-xin hiệu quả thứ hai) việc sử dụng một sản phẩm hiện đại gây tranh cãi vào cuối thế kỷ XX để bảo vệ quân đội Mỹ chống lại việc sử dụng than trong chiến tranh sinh học. Vắc-xin bệnh than ở người đã được Liên Xô phát triển vào cuối những năm 1930 và ở Mỹ và Anh vào những năm 1950. Thuốc chủng ngừa hiện tại được Cơ quan Quản lý Thực phẩm và Dược phẩm Hoa Kỳ (FDA) phê duyệt được xây dựng vào những năm 1960.
Các vắc-xin bệnh than ở người hiện nay được quản lý bao gồm các vắc xin tế bào (Mỹ, Anh) và các bào tử sống (Nga). Tất cả các vắc-xin bệnh than hiện đang được sử dụng cho thấy phản ứng đáng kể ở địa phương và tổng quát (ban đỏ, cứng người, đau nhức, sốt) và phản ứng bất lợi nghiêm trọng xảy ra trong khoảng 1% người nhận vắc-xin. Các vắc-xin thế hệ thứ ba mới được nghiên cứu bao gồm vắc-xin sống tái tổ hợp và vắc xin đơn vị tái tổ hợp.

## Vắc-xin Pasteur
Vào những năm 1870, nhà hóa học người Pháp Louis Pasteur (1822–1895) đã áp dụng phương pháp tiêm chủng gà trước đây của mình chống lại bệnh tả gà, gây ảnh hưởng đến gia súc, và do đó làm dấy lên sự quan tâm rộng rãi trong việc chống lại các bệnh khác. Vào tháng 5 năm 1881, Pasteur đã thực hiện một thí nghiệm công cộng nổi tiếng tại Pouilly-le-Fort để chứng minh khái niệm tiêm chủng của mình. Ông đã chuẩn bị hai nhóm gồm 25 con cừu, một con dê và vài con bò. Các động vật của một nhóm đã được tiêm chủng hai lần, với một khoảng thời gian 15 ngày, với một vắc-xin bệnh than đượcPasteur chuẩn bị sẵn; một nhóm đối chứng không được kiểm soát. Ba mươi ngày sau lần tiêm đầu tiên, cả hai nhóm đều được tiêm một loại vi khuẩn bệnh than sống. Tất cả các loài động vật trong nhóm không tiêm chủng đều chết, trong khi tất cả các loài động vật trong nhóm tiêm chủng sống sót. Sự phản ứng của công chúng là rất ấn tượng.

### Bắc Mỹ
- American Psychological Association, Division 38: Health Psychology. Truy cập: 15:52, ngày 29 tháng 7 năm 2014 (UTC).
- Division 38: Health Psychology at APA.org. Truy cập: 15:52, ngày 29 tháng 7 năm 2014 (UTC).
- Society for Occupational Health Psychology. Truy cập: 15:52, ngày 29 tháng 7 năm 2014 (UTC).
- Society of Behavioral Medicine. Truy cập: 15:52, ngày 29 tháng 7 năm 2014 (UTC).

### Châu Âu
- European Health Psychology Society. Truy cập: 15:06, ngày 25 tháng 7 năm 2017 (UTC).
- Division of Health Psychology Lưu trữ ngày 5 tháng 11 năm 2012 tại Wayback Machine of the British Psychological Society. Truy cập: 15:52, ngày 29 tháng 7 năm 2014 (UTC).
- European Academy of Occupational Health Psychology. Truy cập: 15:52, ngày 29 tháng 7 năm 2014 (UTC).